# Mittelbergferner
Mittelbergferner är en glaciär i Österrike.   Den ligger i förbundslandet Tyrolen, i den västra delen av landet, 400 km väster om huvudstaden Wien. Mittelbergferner ligger 3 041 meter över havet.
Terrängen runt Mittelbergferner är huvudsakligen bergig, men den allra närmaste omgivningen är kuperad. Runt Mittelbergferner är det ganska glesbefolkat, med 35 invånare per kvadratkilometer.. Närmaste större samhälle är Sölden, 10,6 km nordost om Mittelbergferner. 
Trakten runt Mittelbergferner består i huvudsak av gräsmarker.